# ロキの捕縛
『ロキの捕縛』（ロキのほばく）とは、北欧神話の一挿話である。『古エッダ』の一篇『ロキの口論』の最終散文部で触れられているほか、『スノッリのエッダ』第1部『ギュルヴィたぶらかし』第50章でその詳細が語られている。
『ロキの口論』で神々を侮辱、中傷したロキを神々が捕縛に向かう。この話でロキは捕縛され、ラグナロクまでの期間、囚われの身となる。

## あらすじ
『ロキの口論』の後、ロキはバルドル殺害の黒幕であったこと、また神々を侮辱したことに対する神々の報復を恐れ身を隠す。
しかし、玉座フリズスキャールヴに座すオーディンの目を逃れることは出来ず、トールらがロキを捕縛に向かう。
ロキはサケに身を変え、フラーナングの渓流に身を隠すが、自らが考案した漁網により捕えられる。
このとき、逃れようとするロキをトールがしっかりとつかんだため、この後サケの尻尾は細くなったのだという伝説が生まれた。
その後ロキは神々に捕まり、息子ナリの腸で縛りつけられる。もう一人の息子のナルヴィは狼に変えられた。スカジは毒蛇をロキの顔の上に固定し、毒液が彼の顔に垂れるようにした。彼の妻シギュンは器で毒液を受けているが、それを捨てに彼の元を離れるとき、毒液は彼の顔にかかり、彼は身悶えし地を揺るがす。この振動が「地震」と呼ばれている。 
物語はこの後、『ラグナロク』へと向かうことになる。